# 和上ホールディングス
株式会社和上ホールディングス（わじょうホールディングス）は、家庭用・産業用　電気設備の販売施工などのサービスを提供する日本の企業。1993年（平成5年）7月に創業以来、太陽光発電、オール電化、エコキュートをはじめ、様々な住宅設備・電気に関する事業を実施している。

## 沿革
1993年7月に、住宅設備機器販売・施工会社として創業する。以後、大阪府吹田市（2000年5月）、大阪府豊中市（2009年2月）、大阪市西淀川区（2010年4月）と事務所を移転し、2014年10月から大阪市淀川区十三東に本社が所在している。
この間、2007年6月に法人化。

## 関連会社
- 和上電力
- 和上の郷